# Marina Tabassum

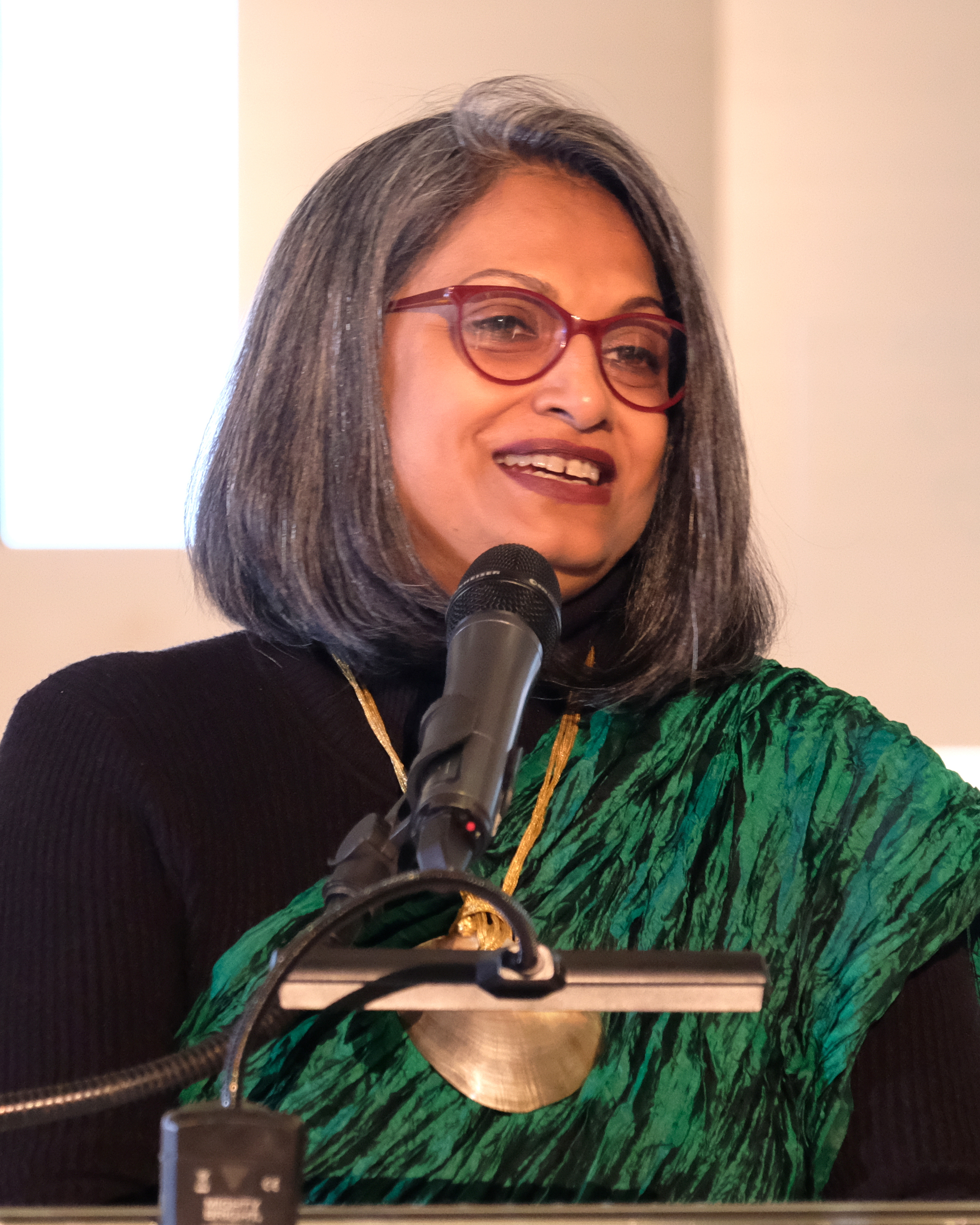
Marina Tabassum (2023)

Marina Tabassum (* 1969 in Dhaka) ist eine Architektin aus Bangladesch. Sie leitet das Architekturbüro Marina Tabassum Architects. Typisch für ihre Arbeit ist die starke Verbindung zur bangladeschischen Landeskultur und -geschichte, zu traditionellen Baumaterialien und zum regionalen Klima. Im Jahr 2016 gewann sie den Aga Khan Award for Architecture für die Gestaltung der Baitur-Rauf-Jame-Moschee in Dhaka.

## Jugend und Ausbildung
Laut eigener Aussage stammt Tabassum aus einer Familie, in der Frauen bereits seit drei bis vier Generationen Bildung genießen. In einem Interview äußerte sie, dass viele ihrer weiblichen Verwandten Ärztinnen und Lehrerinnen seien und sie die einzige Architektin.  Tabassum schloss ihr Studium an der Bangladesh University of Engineering and Technology 1995 mit Auszeichnung ab. Erste Berufserfahrung sammelte sie im Büro von Uttam Kumar Saha, Nandan Architects. Laut eigener Aussage stellte sie in dieser Zeit fest, dass sie nicht gewinnorientiert arbeiten, sondern ein nachhaltigeres Konzept der Architektur verfolgen wollte. In ihren Anfangsjahren als Architektin wurde sie stark von Muzharul Islam und seiner Vorstellung einer modernen, sozialen Architektur beeinflusst.

## Schaffen

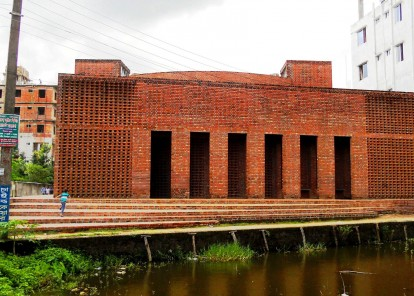
Baitur-Rauf-Jame-Moschee (2012)

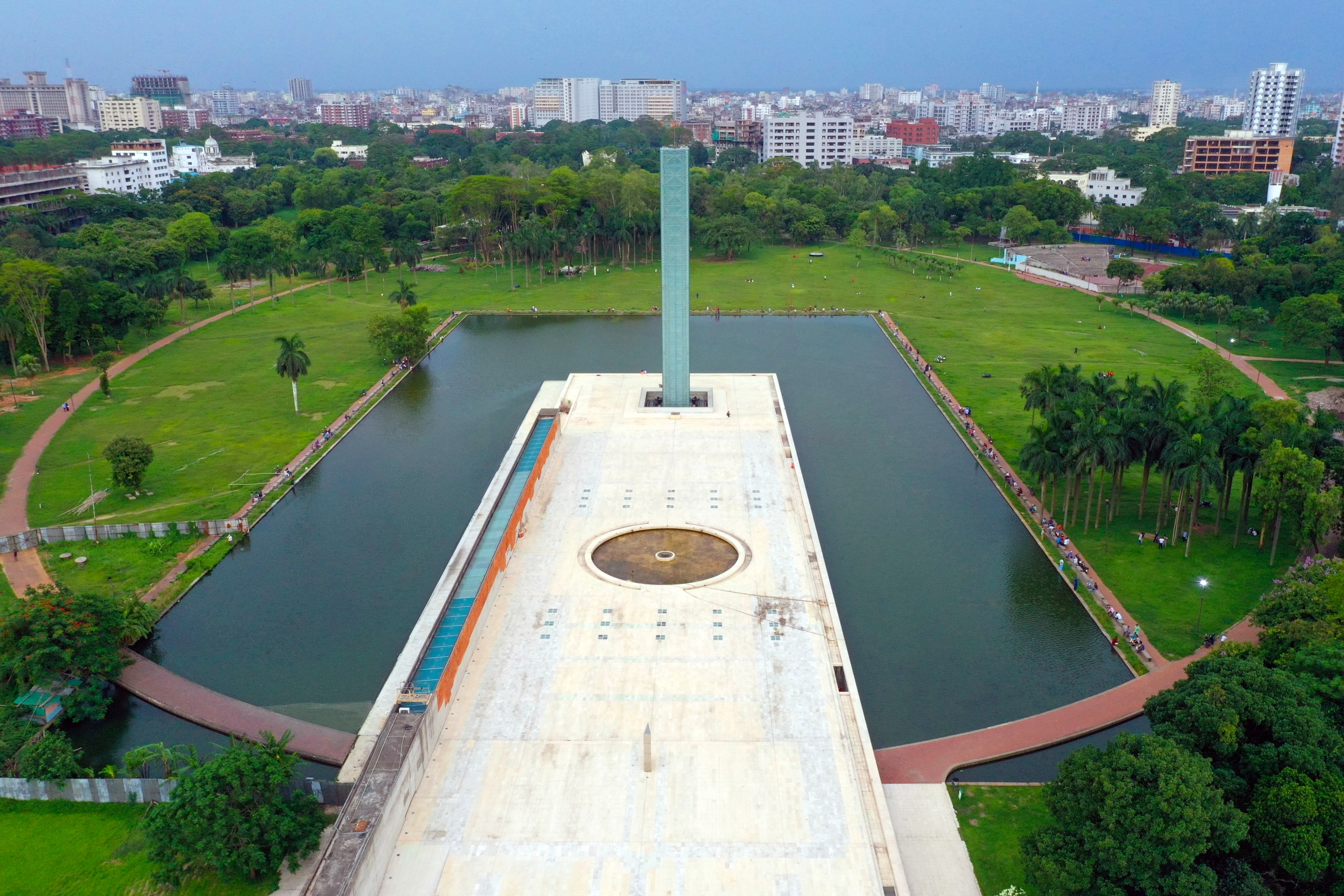
Swadhinata Stambha (2013)

1995 gründete Tabassum in Dhaka zusammen mit Kashef Chowdhury das Architekturbüro Urbana. Zwei Jahre später gewann das Büro den Wettbewerb um die Gestaltung des Independence Monument und des Museums der Unabhängigkeit in Bangladesch. 2005 beendete sie die Partnerschaft, um das Büro Marina Tabassum Architects (MTA), ebenfalls in Dhaka, zu gründen.
Als Gastprofessorin lehrte Tabassum u. a. in Harvard, an der Universität von Texas (2015), an der BRAC University in Dhaka (2005–2015) und an der Technischen Universität Delft. Seit 2015 leitet sie das Akademische Programm des Bengal Institute for Architecture, Landscapes and Settlements.
Tabassum entwarf die Baitur-Rauf-Jame-Moschee in Dhaka, die 2012 fertiggestellt wurde. Auftraggeberin war dabei Tabassums Großmutter, die mit dem Bauwerk ihre verstorbene Tochter, Tabassums Mutter, ehrte. Der Bau wurde mit einem minimalen Budget über einen Zeitraum von zwölf Jahren verwirklicht. Die aus Ziegeln mit einem Skelett aus Stahlbeton gebaute Moschee dient nun nicht nur als Gotteshaus, sondern auch als Treffpunkt, Schule und Spielplatz in einer ansonsten architektonisch vernachlässigten Gegend am Stadtrand Dhakas. Tabassum gewann mit dem Projekt 2016 den Aga Khan Award for Architecture.
2017 entwickelte sie mit Studierenden und einheimischen Handwerkern Häuser für Bewohner des häufigen Überschwemmungen ausgesetzten Gangesdelta. Jedes Haus durfte lediglich 2000 Dollar kosten. Das Projekt entstand im Rahmen von Tabassums Lehrtätigkeit an Harvard University Graduate School of Design. Ein Jahr später nahm sie mit 70 anderen Architektinnen und Architekten an der Ausstellung Freespace im Rahmen der Architekturbiennale in Venedig teil. Tabassum dokumentierte in ihrem Beitrag die Innenhöfe traditioneller Häuser im Gangesdelta und damit verbundene Gebrauchsgegenstände.
Sie ist Mitglied im Aufsichtsrat des Fair-Trade-Unternehmens „Prokritee“, das bangladeschischen Handwerkerinnen hilft, ihre Produkte zu exportieren.

## Auszeichnungen
- 2004: Ananya Shirshwa Dash Award[2]
- 2004: Architect of the Year Award für das Projekt NEK10 in Dhaka[17]
- 2004: Engere Auswahl im Wettbewerb um den Aga Khan Award for Architecture für Tabassums Wohnung, das sog. Pavilion Apartment[18][10]
- 2006: Zweiter Platz bei der Nishorgo Architectural Competition[19]
- 2016: Aga Khan Award for Architecture für die Baitur-Rauf-Jame-Moschee
- 2018: Jameel Prize (zusammen mit Mehdi Moutashar) für die Baitur-Rauf-Jame-Moschee[20]
- 2020: Ehrendoktorin der Technischen Universität München[21]

## Ausstellung
- 2023: Marina Tabassum Architects: In Bangladesh. Architekturmuseum der Technischen Universität München[22]